# Joona Puhakka
Joona Puhakka (Finlandia, 23 de junio de 1982) es un clavadista o saltador de trampolín finlandés especializado en trampolín de 1 metro, donde consiguió ser medallisra de bronce mundial en 2003.

## Carrera deportiva
En el Campeonato Mundial de Natación de 2003 celebrado en Barcelona (España) ganó la medalla de bronce en el trampolín de 1 metro, con una puntuación de 391 puntos, tras los chinos Xu Xiang (oro con 431 puntos) y Wang Kenan (plata con 412 puntos).